# أرمين باور
أرمين باور (بالإيطالية: Armin Bauer)‏ هو متزحلق نوردي مزدوج إيطالي، ولد في 15 يونيو 1990 في بولسانو في إيطاليا.

## وصلات خارجية
- أرمين باور على موقع الاتحاد الدولي للتزلج (التزلج النوردي المزدوج) (الإنجليزية)
- أرمين باور على موقع أوليمبيديا (الإنجليزية)